# Holttest a könyvtárszobában
A Holttest a könyvtárszobában (The Body in the Library) Agatha Christie angol krimiírónő 1942 májusában megjelent regénye, melyet először a William Collins Sons and Company Ltd. a Collins Crime Club sorozatában adott ki. Az Amerikai Egyesült Államokban a Dodd Mead and Company még ugyanbben az évben azonos címmel publikálta.
Magyarországon a Magvető Könyvkiadó kiadásában jelent meg Palócz Éva fordításában 1969-ben, majd ugyanezt a fordítást az Európa Könyvkiadó is kiadta, ahol 2000 óta három kiadást is megélt.

## Szereplők
- Bantry, Dolly – Gossington Hall úrnője, Bantry ezredes felesége
- Bantry, Arthur – rendőrezredes, aki belebonyolódik a körülményeknek egy olyan láncolatába, amely csaknem erősebb, mint ő
- Palk, Bill – rendőrőrmester
- Marple, Jane – akit rejtélyes előszeretete, hogy falusi párhuzamokat vonjon, képessé tesz titokzatos bűnügyek megoldására, Bantryné barátnője
- Melchette, Terence – ezredes, a grófság rendőrkapitánya
- Slack – felügyelő, energikus és kissé tapintatlan rendőrtiszt
- Blake, Basil – igen rossz modorú, szándékosan pimasz fiatalember, aki azonban nagyon meg van rémülve
- Lee, Dinah – Blake hasonló szellemű barátnője, akinek megvan a saját titka
- Dr. Haydock – rendőrorvos
- Keene, Ruby – fiatal táncosnő, akinek eltűnését a Danemouth-i Majestic szállóból bejelentették, a hulla a kőbányában
- Turner, Josephine – hivatásos táncosnő és házikisasszony a Majestic szállóban, Keene Ruby távoli unokanővére, pártfogója és gyilkosa
- Harper – főfelügyelő a Glenshire-i rendőrségtől, aki szeret csillapítóan beszélni
- Prescott úr – a Majestic szálló igazgatója
- Jefferson, Adelaide – Jefferson Conway menye, aki sokkal többet tudna elmondani, mint amennyit valóban mond
- Bartlett, George – vendég a Majesticben, fiatal, nőtlen és majdnem túl buta
- Carmondy, Peter – Jefferson Conway unokája, aki élénken érdeklődik a kriminológia iránt
- Gaskell, Mark – Jefferson Conway veje, heves, könyörtelen és lefegyverzően nyílt, Reeves gyilkosa
- Jefferson, Conway – dinamikus egyéniség, aki tolószékéhez van láncolva
- Edwards – Jefferson Conway inasa és bizalmasa
- Starr, Raymond – fiatal tenisztréner és hivatásos táncos a Majesticben, kellemes, jó modorú és jóképű és lesi a nagy lehetőséget
- Clithering, Henry lovag – a Scotland Yard nyugállományba vonult főnöke, Jefferson Conway és a Bantry házaspár barátja, nagy tisztelője Marple kisasszony képességeinek
- Reeves, Pamela – nagyratörő cserkészlány, aki nagy meglepetést tervez, a hulla a könyvtárszobában
- McLean, Hugo – Adelaide hűséges udvarlója
- Small, Florence – akire túl nagy titkot bíznak
- Palkné – nincs felsorolva a szereplők listájában
- Malcolm – nincs felsorolva a szereplők listájában
- Reeve őrnagy – nincs felsorolva a szereplők listájában
- Brogan úr – nincs felsorolva a szereplők listájában
- Lorrimer – nincs felsorolva a szereplők listájában

## Történet
Dolly Bantryt kora reggel azzal riasztja fel álmából a szobalány, hogy egy holttest van a könyvtárszobában. Férje, Arthur Bantry ezredes nem akarja elhinni, de miután a neje rábeszélte, hogy nézzen utána a dolognak, beismeri: nem kétséges, a hulla ott fekszik a kandalló előtt. Miután értesítik a rendőrséget, Mrs. Bantry felhívja barátnőjét, a kotnyeles, minden lében kanál Miss Marple-t, aki természetesen azonnal a helyszínre siet. De ki az a fiatal, szőke lány, akit megfojtottak, és hogyan került oda? Vajon kinek állhatott érdekében a halála, és az eset összefügg-e a gyilkosság egy diáklány néhány nappal korábban történt tragikus megölésével? Sok tapasztalt rendőr értetlenül áll az ügy előtt, de az amatőr nyomozó vénkisasszony pengeéles logikájának köszönhetően sikerül kibogozni a rejtélyt.

## Magyarul
- Holttest a könyvtárszobában. Detektívregény; ford. Palócz Éva; Magvető, Bp., 1969 (Albatrosz könyvek)

## Feldolgozások
- Holttest a könyvtárszobában (The Body in the Library, 1984), rendező: Silvio Narizzano, szereplők: Joan Hickson, Gwen Watford, Moray Watson
- Miss Marple – Holttest a könyvtárszobában (Agatha Christie Marple: The Body in the Library, 2004), rendező: Andy Wilson, szereplők: Geraldine McEwan, Ian Richardson, Tara Fitzgerald
- Les Petits Meurtres d'Agatha Christie - Un cadavre sur l'oreiller (2011), rendező: Eric Woreth, szereplők: Antoine Duléry, Marius Colucci, Valérie Sibilia